# Арольд Пресіадо
Арольд Пресіадо (ісп. Harold Preciado, нар. 1 червня 1994, Сан-Андрес-де-Тумако) — колумбійський футболіст, нападник клубу «Шеньчжень».
Виступав, зокрема, за клуб «Депортіво Калі» та олімпійську збірну Колумбії.

## Клубна кар'єра
Вихованець футбольної школи клубу «Депортіво Калі». Дорослу футбольну кар'єру розпочав 2013 року в основній команді того ж клубу, в якій провів один сезон, взявши участь лише у 1 матчі чемпіонату. 
На правах оренди в 2014 році виступав за клуб «Ягуарес де Кордоба». Більшість часу, проведеного у складі, був основним гравцем атакувальної ланки команди. У складі був одним з головних бомбардирів команди, маючи середню результативність на рівні 0,58 голу за гру першості.
2014 року повернувся до клубу «Депортіво Калі». Цього разу провів у складі його команди три сезони. Граючи у складі «Депортіво Калі» також здебільшого виходив на поле в основному складі команди. У клубі був серед найкращих голеодорів, відзначаючись забитим голом в середньому щонайменше у кожній третій грі чемпіонату.
З 2017 року виступає за китайський клуб «Шеньчжень».

## Виступи за збірні
2016 року залучався до складу молодіжної збірної Колумбії. На молодіжному рівні зіграв у 5 офіційних матчах, забив 4 голи.
2016 року захищав кольори олімпійської збірної Колумбії. У складі цієї команди провів 3 матчі. У складі збірної — учасник футбольного турніру на Олімпійських іграх 2016 року у Ріо-де-Жанейро.

## Титули і досягнення
- Чемпіон Колумбії (2): 2015 А, 2021 К